# Déclenché
Un déclenché (ou tonneau déclenché) est une figure de voltige aérienne.

## Description
Le déclenché correspond à une mise en vrille horizontale ou verticale, en pente descendante ou ascendante, c'est la trajectoire qui est (ou du moins devrait être) linéaire, par opposition à une vrille qui décrit globalement une partie de parabole. Le déclenché est techniquement créé par l'utilisation simultanée de la gouverne de direction (palonnier) et de la profondeur (en tirant ou poussant le manche).
De fait, de par une grande incidence (proximité de la vitesse de décrochage dynamique) et une attaque oblique (forte dissymétrie) une aile est décrochée dynamiquement et l'avion tourne autour de cette aile, l'autre aile créant encore de la portance. Si le manche a été tiré, on dit que le déclenché est positif (portion de vrille ventre en ligne droite) si le manche est poussé, c'est un déclenché négatif.
Les tonneaux déclenchés s'arrêtent par action opposée du palonnier, comme dans le cas des vrilles. Cependant, les caractéristiques de la rotation, de sa régularité et de l'arrêt dépendent des actions des autres gouvernes selon le type d'avion. Cependant, en règle générale, du fait de la grande incidence de l'avion, la vitesse décroit et le déclenché s'arrête généralement si aucune action de profondeur vers le neutre n'est exécutée rapidement.

## En voltige
En voltige de compétition, les tonneaux déclenchés font partie du programme « deuxième cycle - voltige négative et avancée ». Ce sont des figures qui peuvent être exécutées comme les vrilles et notées par fractions de tour : exemple 180° (1/2 tour) déclenché en montée sous 45°.

## Risques
Les tonneaux déclenchés sont des figures fatigantes pour le pilote et surtout pour la machine. Des facteurs de charges locaux élevés peuvent être atteints si les vitesses maximales ne sont pas respectées. Les déclenchés induisent des efforts importants en torsion du fuselage comme des ailes.
Dans l'histoire de l'aviation, de nombreux appareils ont été détruits ou endommagés en vol en faisant des déclenchés[réf. souhaitée].